# Лян Эньшуо
Лян Эньшуо (кит. упр. 梁恩碩, пиньинь Liang En-shuo; род. 2 октября 2000, Гаосюн) — тайваньская теннисистка. Победительница одного турнира WTA 125 в парном разряде; трёхкратный призёр Азиатских игр (2018, 2022); двукратная чемпионка и призёр Универсиады 2021 года.
С 2021 года Эньшуо представляет Тайвань на Кубке Билли Джин Кинг, где её рекорд W/L: 4—4.
Победительница двух юниорских турниров Большого шлема: в одиночном разряде (Открытый чемпионат Австралии-2018) и в парном разряде (Открытый чемпионат Австралии-2018); бывшая вторая ракетка мира в юниорском рейтинге ITF (2018).

## Биография
Родилась 2 октября 2000 года в городе Гаосюн, на Тайване.

## Спортивная карьера
В 2017—2024 годах стала победительницей одного турнира WTA 125 и девяти турниров ITF в парном разряде.
И в 2018 году стала победительницей ещё одного турнира ITF в одиночном разряде.
В январе 2018 года на Открытом чемпионате Австралии она сыграла в юниорских соревнованиях и первенствовала как в одиночном разряде среди девушек так и в парном разряде вместе с китаянкой Ван Синьюй.

### 2021
В начале июня 2021 года пробилась через квалификацию и вышла в основную сетку одиночного разряда Открытого чемпионата Франции, где она в первом круге проиграла француженке Фионе Ферро со счётом 1-6, 6-1, 4-6.

## Итоговое место в рейтинге WTA по годам
| Год  | Одиночный рейтинг | Парный рейтинг |
| 2024 | 256               | 131            |
| 2023 | 290               | 182            |
| 2022 | 395               | 321            |
| 2021 | 196               | 175            |
| 2020 | 223               | 238            |
| 2019 | 196               | 193            |
| 2018 | 279               | 1081           |
| 2017 | —                 | 1080           |